# Exobasidium symploci-japonicae
Exobasidium symploci-japonicae ist eine Pilzart der Familie der Nacktbasidienverwandten (Exobasidiaceae) aus der Ordnung Ustilaginomycotina. Sie lebt als Endoparasit auf Symplocos lucida. Symptome des Befalls durch den Pilz sind helle Flecken auf der Blattoberseite sowie Missbildung der Früchte der Wirtspflanzen. Die Pilzart ist in Japan verbreitet.

## Merkmale

### Makroskopische Merkmale
Exobasidium symploci-japonicae ist mit bloßem Auge zunächst nicht zu erkennen. Symptome des Befalls sind gelbliche, hypotrophe Flecken auf der Blattoberseite und hervortretendes Myzel auf ihrer Unterseite.

### Mikroskopische Merkmale
Das Myzel von Exobasidium symploci-japonicae wächst wie bei allen Nacktbasidien interzellulär und bildet Saugfäden, die in das Speichergewebe des Wirtes wachsen. Die zwei- bis fünfsporigen, 8–68 × 6–9 µm großen Basidien sind lang, unseptiert und zylindrisch bis keulenförmig. Sie wachsen direkt aus der Wirtsepidermis oder aus Spaltöffnungen. Die elliptischen bis eiförmigen Sporen sind hyalin, 13–23 × 4–6 µm groß. Zunächst sind sie unseptiert, reif besitzen sie drei bis sechs Septen. Die Konidien sind sehr variabel geformt und auf Früchten 2–9 × 1–2 μm, auf Blättern 7–23 × 1–2 μm groß.

## Verbreitung
Das bekannte Verbreitungsgebiet von Exobasidum symploci-japonicae umfasst weite Teile Japans.

## Ökologie
Die Wirtspflanze von Exobasidium symploci-japonicae ist Symplocos lucida. Der Pilz ernährt sich von den im Speichergewebe der Pflanzen vorhandenen Nährstoffen, seine Basidien brechen später durch die Blattoberfläche und setzen Sporen frei. Diese keimen, nachdem sie auf geeignetes Substrat gefallen sind, in Keimschläuche, aus denen sich dann neues Myzel und Konidien entwickeln.